# Liste der dschibutischen Außenminister
Diese Liste der dschibutischen Außenminister listet alle dschibutischen Außenminister seit 1977 auf.
| Antritt         | Abgang             | Außenminister          | Leben       |
| --------------- | ------------------ | ---------------------- | ----------- |
| 1977            | 21. September 1978 | Abdallah Mohamed Kamil | * 1936      |
| 2. Oktober 1978 | 4. Februar 1993    | Moumin Bahdon Farah    | 1939 – 2009 |
| 1993            | 1995               | Mohamed Bolock Abdou   |             |
| 1995            | 12. Mai 1999       | Mohamed Moussa Chehem  | * 1949      |
| 12. Mai 1999    | 22. Mai 2005       | Ali Abdi Farah         | * 1947      |
| 22. Mai 2005    | amtierend          | Mahamud Ali Jussuf     | * 1965      |